# Quinta essència
La quinta essència (del llatí quinta essentia) és una concepció procedent de l'Antiguitat que es refereix al nucli essencial, a la part més subtil d'una substància. En aquest context és sinònim d'èter. En el sistema físic d'Aristòtil, és la cinquena substància de la qual són formats els cels i els astres; i és superior als quatre elements del "món sublunar": terra, aigua, aire, i foc. A l'alquímia de l'edat mitjana, la quinta essència o èter era un hipotètic cinquè element de la natura, al costat dels quatre elements clàssics.

## Cosmologia
En cosmologia, la quinta essència és una forma hipotètica d'energia que es postula per a explicar les observacions de l'univers en expansió accelerada de l'univers. La quinta essència és una mena d'energia del buit, amb una equació d'estat de la forma:

{\displaystyle \ p=w\rho }

{\displaystyle p\,} és la pressió,
{\displaystyle \rho \,} és la densitat.
Si {\displaystyle w<-1/3}, la quinta essència actua com un camp repulsiu. Atès que l'energia fosca té precisament aquest efecte, fenomenològicament l'energia fosca és una forma de quinta essència.
En general, el paràmetre {\displaystyle w} pot variar en escales de temps cosmològiques, tot i que alguns teòrics es refereixen a la quinta essència amb {\displaystyle w}variable amb el nom de kinescencia, per distingir-la d'altres formes d'energia que tenen un {\displaystyle w}constant.
El terme quinta essència tampoc es fa servir per a formes hipotètiques d'energia amb {\displaystyle w>-1/3}.
Una constant cosmològica no nul·la correspon al cas {\displaystyle w=-1}, sense variació temporal.
En una cosmologia no estàndard com la de l'expansió còsmica en escala, de C. Johan Masreliez, la quinta essència és {\displaystyle w=-1/3}, la qual cosa implica la curvatura de l'espaitemps.